# Robert Dietrich (ishockeyspelare)
Robert Dietrich, född 25 juli 1986 i Qostanaj, Kazakiska SSR, Sovjetunionen, död 7 september 2011 utanför Jaroslavl, Ryssland, var en tysk professionell ishockeyspelare som spelade för Lokomotiv Jaroslavl i Kontinental Hockey League . 
Dietrich kommer från en familj av volgatyskar, som 1941 deporterades till Kazakiska SSR. Han föddes i Kazakstan och vid tre års ålder flyttade han med sina föräldrar till Tyskland. Han började med ishockey som femårig och inledde sin professionella karriär vid 15 års ålder i ESV Kaufbeuren. Han spelade i några år för Adler Mannheim, EG Peiting, ETC Crimmitschau och Straubing Tigers i de lägre tyska ligorna. 
År 2006 flyttade han till DEG Metro Stars. I hans första framträdanden i den högsta tyska ligan övertyga han så mycket att hans kontrakt förlängdes till 2009. Nashville Predators valde honom i NHL-Draften 2007 i den sjätte omgången som nummer 174. Till säsongen 2008/09 flyttade han till USA, där det blev två säsonger i farmerlaget Milwaukee Admirals.
Han var en av Tysklands dominerande spelare i VM på hemmaplan 2009 när laget gick till semifinal. Han spelade 39 landskamper för Tyskland Sommaren 2010 återvände han till Tyskland och spelade fram till slutet av säsongen 2010/11 för Adler Mannheim. I juni 2011 skrev han på ett tvåårigt kontrakt med Lokomotiv Jaroslavl i KHL.

## Död
Dietrich var den 7 september 2011 ombord på ett passagerarflygplan som kraschade i staden Jaroslavl klockan 16:05 MSK under en flygning mellan Yaroslavl-Tunoshna Airport (IAR) och Minsk-1 International Airport (MHP). Hans lag Lokomotiv Jaroslavl var på väg till en bortamatch i Minsk. Efter att planet lyfte från flygplatsen kunde det inte nå tillräckligt hög höjd och kraschade in i en ledning innan det störtade i floden Volga.